# Marcel Curuchet
Marcel Curuchet (Uruguay, 4 de julio de 1972 – Nueva Jersey, Estados Unidos, 14 de julio de 2012) fue un músico y compositor uruguayo que integró la banda de rock, blues, reggae y ska No Te Va Gustar. En esa banda era compositor y tecladista.
Su último concierto fue el 11 de julio de 2012 en el Howard Theatre Washington, en la ciudad de Washington.

## Carrera artística

### Sus comienzos
Marcel heredó el gusto por los teclados de su padre. De adolescente, incursionó tanto en la música tropical como en el tango, llegando a integrar un cuarteto de ese estilo: «Gotan City».

### El reggae de «El Congo»
A los 18 años de edad se incorporó a la banda de reggae «El Congo», la cual integraría por más de una década.
En esta banda, no solo era el encargado de los teclados, también componía algunos temas, entre ellos, fue el autor de: «La Sed», y «El reggae de mi barrio», ambos hits de la banda. En el año 2005, dejó de formar parte de esta banda, para integrar la que sería la última agrupación de la cual formaría parte.

### No Te Va Gustar
En la banda No Te Va Gustar (NTVG) comenzó primero tocando en algunos conciertos solo como invitado, en el año 2000.
Finalmente, en el año 2005, se formaliza el traspaso al proyecto musical de Emiliano Brancciari, quien valoraba su capacidad creativa. Esta banda la integró junto a Emiliano Brancciari, Martín Paladino, Checo Anselmi, Gonzalo Castex, Alejandro Larrandaburu, y el Mono Roots.
Junto a No Te Va Gustar compartió escenarios con La Vela Puerca, Bersuit Vergarabat y Los Auténticos Decadentes. Entre sus trabajos de compositor está la canción «Volar» del álbum Por lo menos hoy.

### Otros trabajos artísticos paralelos
También colaboró como compositor en los dos discos que como solista creó el exbajista de NTVG —y amigo personal de Curuchet— Mateo Moreno: Auto y Calma.
También acompañó a Nicolás Ibarburu en las presentaciones de su obra discográfica: Anfibio.

## Fallecimiento

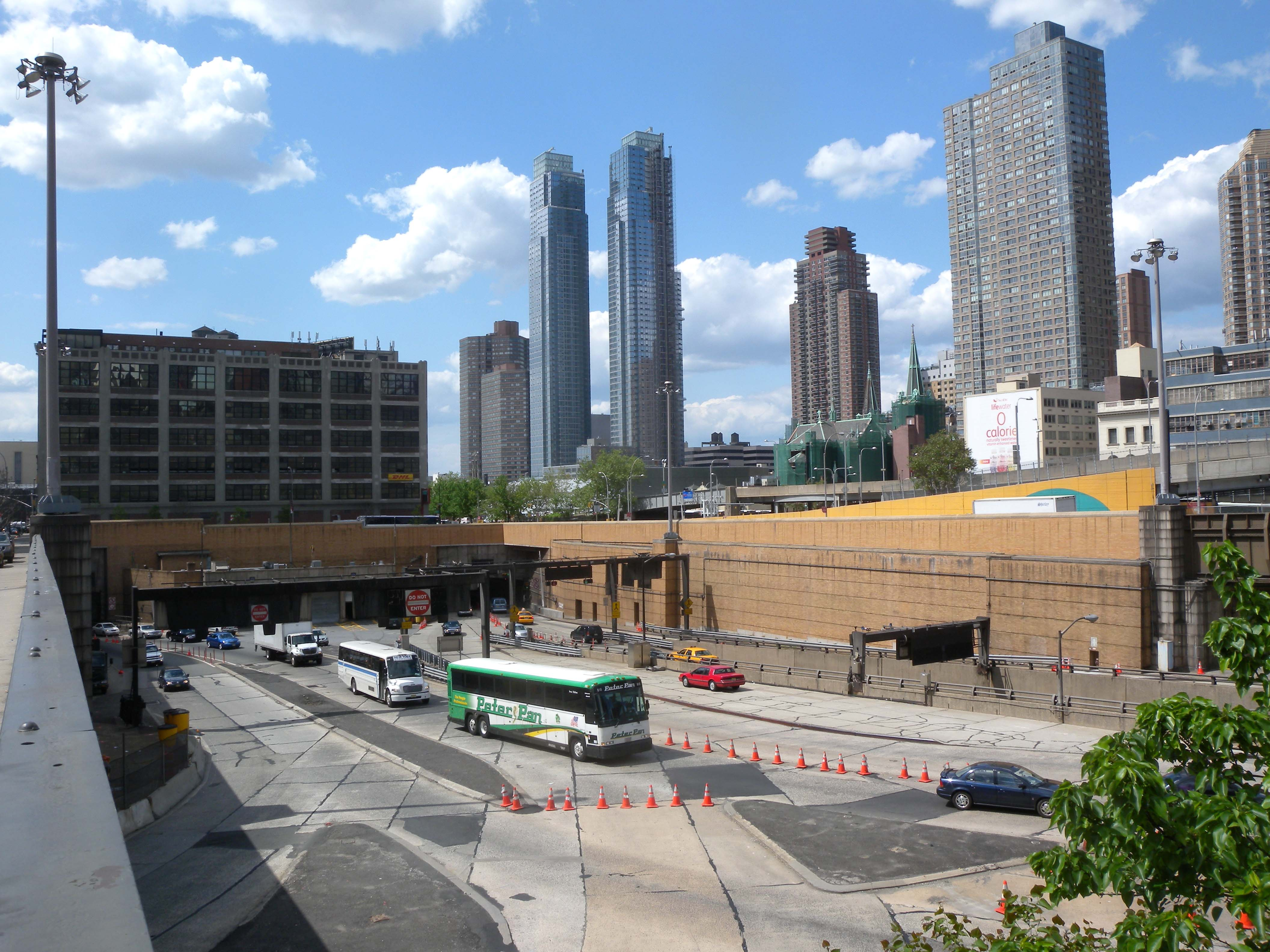
El Túnel Lincoln, el lugar donde sufrió el accidente que le costaría la vida.

En julio de 2012, No Te Va Gustar comenzó un gira por Norteamérica, con una serie de shows junto a la banda argentina Los Auténticos Decadentes, en la que presentaban su último disco Por lo menos hoy; ésta comenzó el 5 de ese mes en Ciudad de México, y tuvo fechas en Salt Lake City, Utah el 7 de julio, en el Illussions Club de San Francisco, el 8 de julio en el Giggles Nightclub en Los Ángeles y el 11 de julio en el Howard Theatre de la ciudad de Washington. El 12 de julio de 2012, Curuchet alquiló una motocicleta Kawasaki para pasear y conocer, y luego trasladarse con ella a un recital, pero sufrió un grave accidente de tránsito volviendo a Manhattan, en la carretera New Jersey Turnpike, cerca del puesto de peaje del Túnel Lincoln, antes de cruzar bajo el río Hudson. Sin la intervención de otro vehículo en el suceso, perdió el control de la moto en una curva hacia la izquierda, por lo que golpeó con su cabeza la muralla de cemento que delimita la carretera, y rodó varios metros sobre el asfalto. Su esposa —embarazada de 4 meses— y el hermano del músico viajaron de inmediato a Estados Unidos para asistirlo. Fue operado, pero no logró reponerse de los fuertes golpes en la cabeza que le provocaron hemorragias cerebrales.
El 14 de julio de 2012, el líder de la banda Emiliano Brancciari, comunicó a través de la red social Facebook la muerte del músico en la clínica Jersey City Medical Center, de Nueva Jersey, Estados Unidos, donde estaba internado en terapia intensiva.

«Con el más profundo dolor queremos comunicar el fallecimiento de nuestro compañero y amigo Marcel Curuchet..
 Agradecemos a todos los que estuvieron cerca de cualquier manera, ya sea ofreciendo cualquier tipo de ayuda, haciendo fuerzas con sus oraciones, o simplemente enviando energía positiva. A su familia un apretado abrazo. A vos Curucha, que decirte... No te fuiste, estas acá con nosotros, o quizás te llevaste una parte de cada uno para cuidarnos desde donde estés. Hasta luego amigo, porque como vos decis, "Lo prometido es y será siempre deuda"».

El ambiente artístico rioplatense se conmovió frente a su fallecimiento. Incluso durante varios minutos el hecho se convirtió en trending topic mundial en Twitter.